# ファウスト (漫画)
『ファウスト』は、里見桂（シナリオ協力：瀧椿）による日本の漫画。『グランドジャンプPREMIUM』（集英社）に2011年から2014年（2012年1号〈創刊号〉から2014年2号）まで連載された。単行本は全5巻。
さまざまなオーパーツが、未来からタイムスリップした人間において作られたという解釈をしている。

## あらすじ
ファウストという名の謎の青年が、様々な依頼者の願いを叶える代わりに、死後にその魂を捧げることを契約する。契約者はファウストの力で過去にタイムスリップし、その未来の知識と能力で自分の願いを叶えることになる、だがその契約は罠であり、依頼者は堕落し、契約以上の願いを望むようになり、ファウストに魂を回収される。
だがそのファウストも、自分の願いと引き換えに、堕落した魂の回収をさせられている存在に過ぎず、そういった魂を回収するものを管理する立場のダンテもまた同様であった。
詳細なあらすじは、後述の登場人物の欄を参照。

## 登場人物
矢崎隆司
元時計メーカーの職人だったが、クォーツ時計によって機械式時計が時代遅れとなり、会社から配置転換を命じられるも、それに不満を抱いて辞職する。いつかは名の知れた時計職人になりたいと夢を持つが、しがない時計修理工として、自分ひとりが食べるにやっとの生活を送る。1977年、「最高の時計職人としての栄達と、家庭を持つことの両立」を条件にファウストと契約し、紀元前87年のアテネにタイムスリップする。そこで時計職人としての知識を活かし、細工師として名を売る。ポントス王ミトリダテス6世に見込まれて、日食・月食を予測する機能を持つ時計を作り上げ、ポントスに勝利をもたらす。だが自分が王になりたいという欲望を抱いたことから、非業の死をとげ、ファウストに魂を回収される。矢崎が作った時計は、「アンティキティラの機械」として後世に知られる。
マレーナ・ベルッチ
ミュージカル女優志願だが、その肥満体型ゆえにデビューの機会が無く（しかも本人にその自覚が無く、ダイエットする気も無い）、水晶ドクロを使ったインチキ占いで生計を立てている。「観客を総立ちにさせたい」ということでファウストと契約、16世紀のアステカ帝国にタイムスリップする。アステカ族の虜囚となった時の粗末な食事によってダイエットに成功し美人になるが、これはファウスト曰く契約外の事態とのこと。
エルナン・コルテス率いるスペイン軍の来訪によって、アステカが侵略される未来を知っているマレーナは、コルテスが人身御供を行う野蛮なアステカの風俗を嫌って侵略をしようとしていると考え、自分の歌でアステカ族を狂喜させ、人身御供の習慣をやめさせようとする。歌で魅了する作戦は成功するが、ヨーロッパ人の来訪によって天然痘が流行し、アステカの民衆は王を人身御供として病気を防ごうとし、マレーナの目論みは失敗する。加えてコルテスも人身御供とは関係無く、黄金が目的であった。
ファウストは今度はヨーロッパに舞台を移すことをマレーナに提案するが、マレーナは「一人でも聞いてくれる観客がいればそれが私の舞台」としてアステカ族と一緒に生きることを告げる。マレーナが堕落しないことを悟ったファウストは、魂の回収を諦め契約打ち切りとし、違約金代わりとしてマレーナの傷と恋人になったバラムの天然痘を治療する。
バラムはマヤ神話の伝承をまとめ、「チラム・バラムの予言書」として現代に伝わるが、マレーナの知っていた歴史知識とノストラダムスの予言の一部が混入することになった。またマレーナの持っていた水晶ドクロは、1927年にイギリス人探検家ミッチェル・ヘッジズによって、マヤの遺物として発見される。
ベン・キング
元イギリス軍特殊部隊の隊員であったが、生き甲斐を無くしていた時に中国系の不良少年：ウィリアム・チェーン（ウィル）と出会い、彼に格闘術を仕込んで格闘家として成功させることで、生き甲斐を取り戻す。だがチャンピオンへの挑戦権を手にした矢先にウィルは事故死し、再び生き甲斐を無くす。そんな彼の前にファウストが現れ、ウィルに匹敵する才の持ち主が他にもいるとして、契約を結び、平安時代の日本へとタイムスリップする。
タイムスリップした先で遮那王と名乗っていた頃の源義経と五条大橋で出会い、彼がウィルに生き写しであることに驚く。そしてベン自身は弁慶と名乗り、義経に格闘術と軍事戦術を仕込む。ベンの仕込んだ格闘術と戦術によって義経は平家に勝利するも、兄・源頼朝と仲違いし、歴史書通りの展開となる。
ファウストおよびダンテは、ベンの魂が堕落するように、自ら将軍位を望むように誘導するが、ベンはそれをきっぱりと拒絶。ベンは義経の楯となって死に、義経はベンに諭された通りに逃亡。後世の義経北行伝説として伝わることになる。
ニコロ・ゴトヴィナ
クロアチア独立の際に、民兵として活躍。しかしその行動は妻と子供を捨てたものとして、当の息子であるミルコ・サヴィッチに解釈され、本人もあながち間違っていないことを自覚しており、死を前にして、考古学者として名をなした息子に会えずにいる。ファウストに「息子に真実を知って欲しい、和解したい」というのが望みだと見透かされ、契約し、古代ローマのネロ帝の時代にタイムスリップする。
そこで奇縁からユダと出会い、彼のもとに身を寄せることになる。ニコロはユダが「師」から聞いた真理を書きとめ、それは考古学者である息子・ミルコによって発掘され、2000年の時を越えて父子は和解すると同時に、1978年にエジプトで発券された「ユダの福音書」の原本として現代に遺った。
イスカリオテのユダ
かつて「師」を売ったとして、弟子仲間からも唾棄される存在となっていたが、実は彼が師を売ったことそれ自体が、「師」の計画の一部であり、「師」から「全てを見通す能力」を授けられている。その能力で、常人には見えないはずのファウストの姿も見ることができた。「師」とユダの目的は人間の魂を解放する事であるが、ユダは大勢のキリスト教徒が迫害されるのを、ただ見ているしかなかった。
鹿島秀夫
不祥事をおこして教職を追放された元・高校理科教師で、ゲームオタク。彼が堕落した背景には、かつて教え子が自殺に追いやられたという過去があった。
「金・女・名声」そして「好きな時にビールが飲める」のを付帯条件として、ファウストと契約し、戦国時代の中国へとタイムスリップする。そこで荊軻による暗殺事件とかかわることになり、秦王（後の始皇帝）と出会うも、その秦王は何故か若い女性の姿であった。ファウストの入れ知恵により、秀夫は秦の千人隊長として取り立てられることになる。その持てる知識を駆使して勝利を重ね、将軍に出世。ただし本人は命の危険を厭い、あえて輜重担当を願うも、その知識によって兵站システムを改革し、軍の情報まで一手に握る立場となり、権力を掌握していく。さらには楚において鉄剣が実用化されたことを知り、対抗策として青銅剣にクロムメッキを施す。
だがかつての荊軻との関わりから、その仇と誤解され、荊軻の娘に命を狙われることになる。処刑されそうになる荊軻の娘に、かつて自殺した生徒の面影を重ね、助け出して楚への亡命をはかる。だが先回りした秦王から殺されそうになるも、現れたファウストによって秦王は、元の壮年の男性としての正体を現す。また若い女性の姿になりたいと望む秦王に対して、秀夫は不老不死の仙薬の探索を条件として提示し、命を拾う。秀夫の作ったクロムメッキの青銅剣は兵馬俑から発掘され、秀夫は徐福として伝説として後世に伝わる。
なおファウストは秦王に取り憑いていた魂のほうを優先し、秀夫のその後は「ビールをどこでも出す能力」を除いて放置した。
李耳
かつて周の書庫番をしていた。創造主と名乗る者から、死後にその者のために働くことを条件として、能力を得た。しかし肉体を喪っても死なず、その人の望みをかなえることと引き替えに、人から人へと魂を渡り歩いて、生きながらえてきた。「若く美しい女性になりたい」という秦王の願いを叶える形でその肉体に取り憑いていた所を、ファウストに捕らえられる。ファウストの望みは死んだ人間を生き返らせることだったが、李耳にはその能力は無く、ファウストは諦めて解放することにしたが、李耳はなぜかファウストに助力することとなる。
ダンテ
「神曲」を完成させるために、創造主から天国や地獄、煉獄を見せてもらう。それと引き替え条件として、死後、創造主のために働き、支配人として「魂の料理人」の監督を任せられる。「魂の料理人」のひとりのファウストの天敵。
ファウスト（ヨハネス・ゲオルク・ファウスト）
本作品の狂言回しであるとともに主人公。恋人・マルガレーテを蘇らせることを条件に、死後「魂の料理人」として、人間の魂を堕落させ、それを回収している。だが、ダンテによって記憶を消され、何度魂を回収しても、マルガレーテを蘇らせる条件がかなうことなかった。その真実をユダとの会話により知り、以後、独力でマルガレーテを蘇らせることを決意する。
因果律の矛盾が起きることを怖れ、自分自身でマルガレーテの生前にタイムスリップして命を救うことをためらっていたが「実際にやってみなくてはわかるまい」と李耳に諭され、自らの手でマルガレーテの命を救うことにする。
ファウストによってマルガレーテの命が救われた時空において、人間だった頃のファウスト自身はフランチェスコ・メルツィとして、レオナルド・ダ・ヴィンチの弟子となる。一方でマルガレーテを救ったほうのファウストは、未だ「魂の料理人」として、人間に契約を持ちかけている。本作はゼロに対してファウストが契約を持ちかける時点で終了している。
創造主
数万年かけて人間を創造した存在。ダンテが「あなたは本当に神なのですか？」と尋ねた時は「創造主という意味ならその通りだ」と回答している。しかし人間の魂だけは作る事ができず、むしろ人間の魂を閉じ込めておく目的で肉体を作った。極めて邪悪であり、堕落した人間の魂を食べる事を喜びとしている。そのためファウストなど「魂の料理人」を使って堕落した魂を回収させており、ダンテに監督をさせている。
グノーシス主義でいうところのヤルダバオートであると思われる。ただし創造主が人間の魂を食べているという描写は、本作のオリジナルである。

## 単行本
- 里見桂『ファウスト』 集英社〈ヤングジャンプ・コミックス〉、全5巻
  1. 第1巻 2012年5月18日発売 ISBN 978-4-08-879344-3
  2. 第2巻 2012年11月19日発売 ISBN 978-4-08-879466-2
  3. 第3巻 2013年4月19日発売 ISBN 978-4-08-879555-3
  4. 第4巻 2013年10月18日発売 ISBN 978-4-08-879677-2
  5. 第5巻 2014年3月19日発売 ISBN 978-4-08-879776-2